# 昂吉维莱尔
昂吉维莱尔（法語：Angivillers）是法国瓦兹省的一个市镇，位于该省中北部，属于克莱蒙区。该市镇总面积6.27平方公里，2009年时的人口为186人。

## 人口
昂吉维莱尔人口变化图示